# Списак епизода серије Моћне девојчице (ТВ серија из 2016)
Моћне девојчице америчка је анимирана телевизијска серија заснована на истоименој серији из 1998. године Крејга Макракена, коју су режирали Ник Џенингс и Боб Бојл. Премијера серије била је 4. априла 2016. године. Серија се завршила 16. јуна 2019. године. Премијера серије била је 16. јула 2021. године на HBO Go-у у Србији.
Током серије, 119 епизода серије Моћне девојчице емитовано је током три сезоне.

## Преглед серије
| Сезона | Сезона   | Епизоде  | Епизоде  | Оригинално емитовање | Оригинално емитовање |
| Сезона | Сезона   | Епизоде  | Епизоде  | Премијера            | Финале               |
| ------ | -------- | -------- | -------- | -------------------- | -------------------- |
|        | 1.       | 39       | 39       | 4. април 2016.       | 1. децембар 2016.    |
|        | 2.       | 40       | 40       | 3. март 2017.        | 13. мај 2018.        |
|        | 3.       | 40       | 40       | 8. април 2018.       | 16. јун 2019.        |
|        | Кратке   | 10       | 5        | 15. фебруар 2016.    | 24. јун 2016.        |
|        | Кратке   | 10       | 5        | 3. март 2017.        | 18. септембар 2017.  |
|        | Специјал | Специјал | Специјал | 30. јун 2016.        | 30. јун 2016.        |

## Епизоде

### 1. сезона (2016)
| #   | Српски наслов                      | Енглески наслов            | Писац                                                               | Оригинално емитовање | Српско емитовање |
| --- | ---------------------------------- | -------------------------- | ------------------------------------------------------------------- | -------------------- | ---------------- |
| 1.  | Бекство са чудовишног острва       | Escape from Monster Island | Џејдип Хасраџани, Грејс Крафт                                       | 4. април 2016.       | 16. јул 2021.    |
| 2.  | Принцеза Батеркап                  |                            | Кајл Несвалд, Бенџамин Кароу                                        | 4. април 2016.       | 16. јул 2021.    |
| 3.  | Преспавањац                        |                            | Џејдип Хасраџани, Грејс Крафт                                       | 5. април 2016.       | 16. јул 2021.    |
| 4.  | Болна дуга                         |                            | Џулија Викерман, Дијего Молано                                      | 6. април 2016.       | 16. јул 2021.    |
| 5.  | Роже, слатки роже                  |                            | Џулија Викерман, Дијего Молано                                      | 7. април 2016.       | 16. јул 2021.    |
| 6.  | Мушкарцовање                       |                            | Кајл Несвалд, Бенџамин Кароу                                        | 8. април 2016.       | 16. јул 2021.    |
| 7.  | Довиђења, Белум                    |                            | Кајл Несвалд, Бенџамин Кароу                                        | 11. април 2016.      | 16. јул 2021.    |
| 8.  | Изгубљени Окти                     |                            | Грејс Крафт, Ви Нгујен                                              | 12. април 2016.      | 16. јул 2021.    |
| 9.  | Снажна рука                        |                            | Патрик Макеун, Летиша Абро Силва, Алисија Чан, Грејс Крафт          | 13. април 2016.      | 16. јул 2021.    |
| 10. | Нове моћи девојчица                |                            | Роке Балестерос, Кен Наваро, Адомфорн Рау, Корин Вонг, Џошуа Цинман | 14. април 2016.      | 16. јул 2021.    |
| 11. | Невоље с тијаром                   |                            | Џулија Викерман, Дијего Молано                                      | 15. април 2016.      | 16. јул 2021.    |
| 12. | Наборане девојке                   |                            | Андреас Шустер                                                      | 21. април 2016.      | 16. јул 2021.    |
| 13. | Пауко-романса                      |                            | Џулија Викерман, Дијего Молано                                      | 28. април 2016.      | 16. јул 2021.    |
| 14. | Кутија пропасти                    |                            | Џејдип Хасраџани, Летиша Абро Силва                                 | 5. мај 2016.         | 16. јул 2021.    |
| 15. | Блуз плаве значке                  |                            | Алиша Чан, Грејс Крафт, Хедер Мартинез                              | 12. мај 2016.        | 16. јул 2021.    |
| 16. | Пријатељски непријатељ             |                            | Кајл Несвалд, Бенџамин Кароу                                        | 19. мај 2016.        | 16. јул 2021.    |
| 17. | Некада давно у Таунсвилу           |                            | Кајл Несвалд, Бенџамин Кароу                                        | 26. мај 2016.        | 16. јул 2021.    |
| 18. | Мушкарцовање 2: Још увек мушкујемо |                            | Џејдип Хасраџани, Летиша Абро Силва                                 | 30. мај 2016.        | 16. јул 2021.    |
| 19. | Вирална спирала                    |                            | Џулија Викерман, Дијего Молано                                      | 9. јун 2016.         | 16. јул 2021.    |
| 20. | Баблс из опере                     |                            | Џулија Викерман, Дијего Молано                                      | 16. јун 2016.        | 16. јул 2021.    |
| 24. | Језиво цијукање                    |                            | Хилари Флоридо, Ви Нгујен                                           | 15. септембар 2016.  | 16. јул 2021.    |
| 25. | Модно премотавање                  |                            | Алиша Чан, Грејс Крафт                                              | 19. септембар 2016.  | 16. јул 2021.    |
| 26. | Башта са поврћем и Еди             |                            | Алиша Чен, Грејс Крафт                                              | 20. септембар 2016.  | 16. јул 2021.    |
| 27. | Путовање                           |                            | Кајл Несвалд, Бенџамин Кароу                                        | 21. септембар 2016.  | 16. јул 2021.    |
| 28. | Дуг сан                            |                            | Џејдип Хасраџани, Летиша Абро Силва                                 | 22. септембар 2016.  | 16. јул 2021.    |
| 29. | Тајни живот моћне Блосом           |                            | Фил Алора, Скот Берн, Блејб Санчез-Лобашов, Кори Бут                | 23. септембар 2016.  | 16. јул 2021.    |
| 31. | Злокобна жабица тајни              |                            | Кајл Несвалд, Бенџамин Кароу                                        | 15. октобар 2016.    | 16. јул 2021.    |
| 37. | Снежни месец                       |                            | Кајл Несвалд, Бенџамин Кароу                                        | 1. децембар 2016.    | 16. јул 2021.    |